# Bataille de La Higueruela
Reconquista
Batailles
- Covadonga (722)
- Burbia (791)
- Lutos (794)
- Barcelone  (801)
- Clavijo (844)
- San Esteban de Gormaz  (917)
- Simancas (939)
- Barcelone (985)
- Torà (1006)
- Barbastro (1064)
- Sagrajas (1086)
- Alcoraz (1096)
- Bairén (1097)
- Consuegra (1097)
- Uclès (1108)
- Croisade norvégienne (1108-1109)
- Valtierra (1110)
- Congost de Martorell (1114)
- Cutanda (1120)
- Fraga (1134)
- Oreja (1139)
- Ourique (1139)
- Coria  (1142)
- Santarém  (1147)
- Lisbonne  (1147)
- Santarém  (1184)
- Alarcos (1195)
- Al-Damus  (1210)
- Las Navas de Tolosa (1212)
- Majorque  (1229)
- Jerez (1231)
- Puig de Cebolla (1237)
- Séville (1247-1248)
- Salé (1260)
- Révolte mudéjar  (1264-1266)
- Écija (1275)
- Algésiras  (1278-1279)
- Moclín  (1280)
- Gibraltar  (1309)
- Gibraltar  (1315)
- Gibraltar  (1333)
- Tarifa / Río Salado (1340)
- Algésiras  (1342-1344)
- Gibraltar  (1349-1350)
- Gibraltar  (1411)
- Ceuta (1415)
- La Higueruela (1431)
- Campagne de Grenade (1482-1492) : Lucena - Grenade

La bataille de La Higueruela s'est déroulée le 1er juillet 1431 dans un lieu proche de Medina Elvira, dans la Sierra Elvira, sur la commune d'Atarfe, province de Grenade (Espagne). Elle est aussi connue sous le nom de Seconde bataille d'Elvire (Elvire ou Elvira étant le nom de Grenade avant la conquête musulmane).

## Déroulement
Il s'agit d'un combat où les troupes castillanes du roi de Castille Jean II, dirigées par le connétable Álvaro de Luna, affrontèrent celles du royaume de Grenade.
La bataille est considérée comme la victoire la plus importante des troupes castillanes face à celles de Grenade sous le règne de Jean II. Elle conduisit à l'annexion de cette zone frontière. La monarchie castillane magnifia cet événement et réussit même à obtenir du pape qu'il autorise la célébration de fêtes religieuses tous les 1er juillet dans l'ensemble de la Castille pour la commémorer.

## Conséquences
Les désaccords internes, comme peut-être le fait qu'il n'y ait pas eu d'idée de conquête, empêchèrent de profiter de cette occasion pour prendre Grenade. Peu après la bataille, les troupes chrétiennes se retirèrent vers la Castille. Le roi fut reçu en vainqueur à Cordoue, puis à Tolède, où de grandes cérémonies furent organisées.
Dans les décennies suivantes, aucune opération militaire d'envergure ne fut tentée, jusqu'aux guerres de Grenade (1482-1492) qui conduisirent à la prise de la ville par les Rois catholiques.

## Iconographie
Le roi d'Espagne Philippe II fit réaliser une fresque représentant la bataille sur les murs de la salle des Batailles du monastère de l'Escurial.